# Phymatopteris nepalensis
Phymatopteris nepalensis là một loài dương xỉ trong họ Polypodiaceae. Loài này được Subh.Chandra mô tả khoa học đầu tiên năm 2001.
Danh pháp khoa học của loài này chưa được làm sáng tỏ. 